# Сироквашино (Невельський район)
Сироквашино (рос. Сыроквашино) — присілок в Невельському районі Псковської області Російської Федерації.
Населення становить 60 осіб. Входить до складу муніципального утворення Івановська волость.

## Історія
Від 2015 року входить до складу муніципального утворення Івановська волость.

## Населення
| 2001 | 2002 | 2010 |
| ---- | ---- | ---- |
| 80   | →80  | ↘60  |